# Baldriga capnegra
La baldriga capnegra o virot capnegre (Puffinus gravis) és una au del gènere Puffinus àmpliament distribuïda per l'oceà Atlàntic.

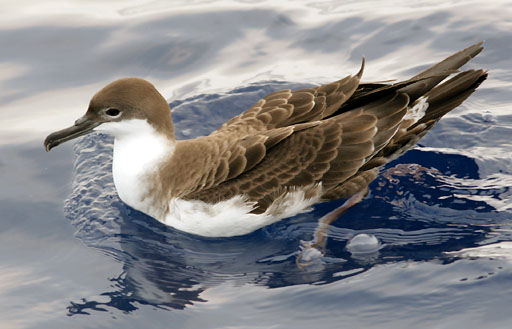
Un exemplar de baldriga capnegra a Carolina del Nord, Estats Units, el 2007